# Salacia gigantea
Salacia gigantea är en benvedsväxtart som beskrevs av Ludwig Eduard Theodor Loesener. Salacia gigantea ingår i släktet Salacia och familjen Celastraceae. Inga underarter finns listade.